# Гордовина
Гордов́ина, калина цілолиста (Viburnum lantana) — один з видів калини. Росте у центральній, південній та західній Європі, на північному заході Африки і в південно-західній Азії. Також поширена в зелених насадженнях на всіх континентах як декоративний чагарник.
Високий чагарник. Листя велике, сірувате, повстисте. Квітки білі, зібрані в щитки. Цвіте в травні. Тривалість цвітіння до 30 днів. Плоди різного ступеня зрілості: від зелених, рожевих, червоних до цілком достиглих — чорних. Кущ декоративний як у період цвітіння, так і в період плодоношення. Дуже посухостійка, любить вапняні ґрунти. Добре росте на освітленому місці і в півтіні.
Плоди гордовини їстівні, хоч деякі джерела зазначають, що вони неїстівні. Плоди дещо токсичні і при вживанні у великих кількостях можуть викликати блювоту або пронос.
| Цвіт гордовини. | Недостиглі плоди | Плоди червоної стиглості |